# Sârbenii de Jos
Sârbenii de Jos – wieś w Rumunii, w okręgu Teleorman, w gminie Sârbeni. W 2011 roku liczyła 302 mieszkańców.